# That’s What I Like
That's What I Like – debiutancki album grupy June, wydany w 2008 roku przez Kayax Productions. Zawiera nowocześnie nagrane utwory nawiązujące do starego soulu. Wśród gości na albumie pojawiły się Kayah i Paulina Przybysz. Na pierwszy promocyjny teledysk i singel wybrano "Temple".

## Spis utworów
1. "I Wish"
2. "This Information"
3. "Ginger"
4. "Nations"
5. "Be Yourself (feat. Kayah)"
6. "A & A"
7. "Speak to You"
8. "Lift Me"
9. "No L No F (feat. Pinnawela)"
10. "Corporations"
11. "Red Pills"
12. "Ying Young"
13. "Temple"